# Kawai Kanjirō

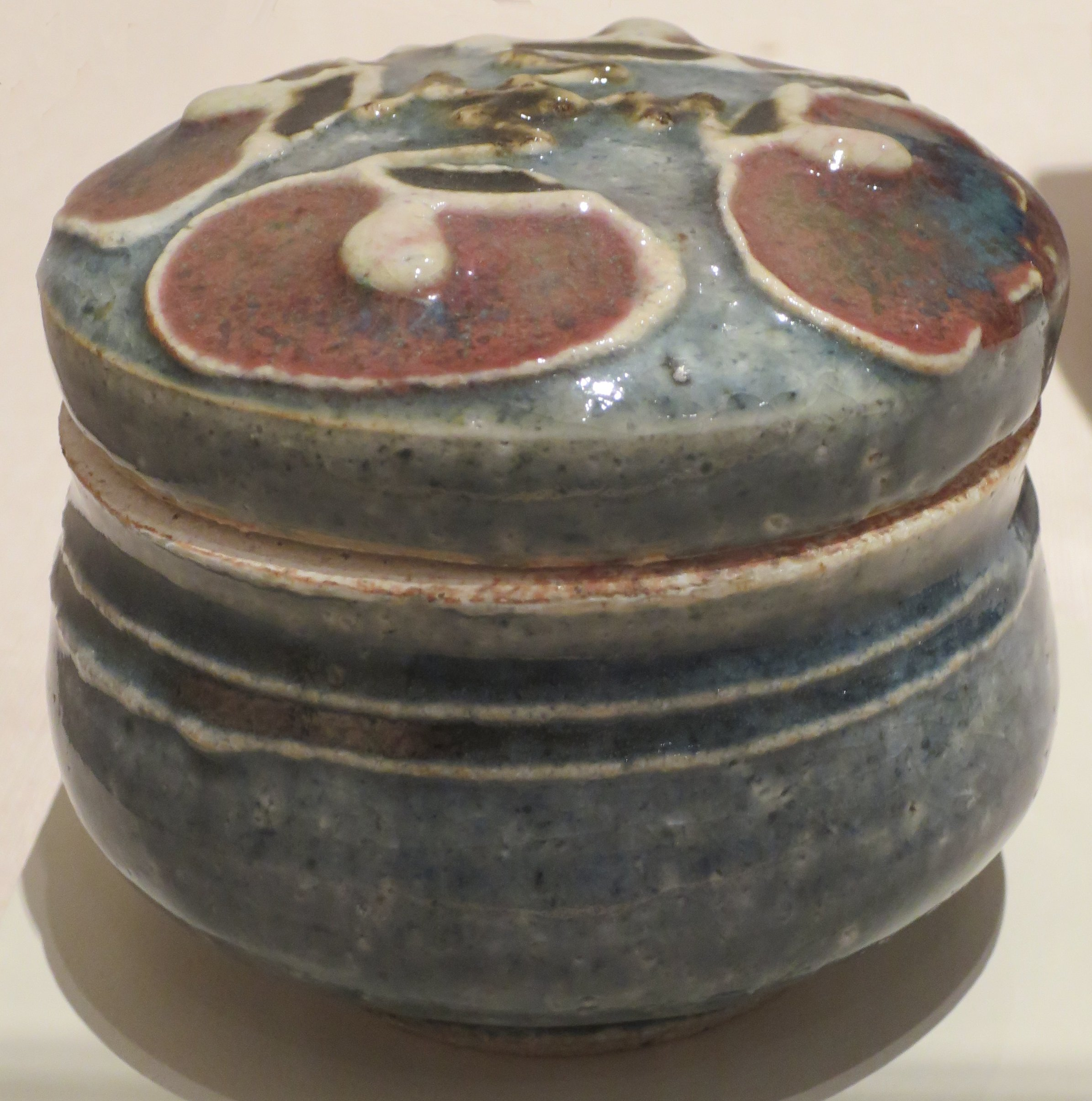
Capsa rodona de Kawai Kanjirō, gres,Museu d'art de Honolulu

En aquest nom japonès, el cognom és Kawai.
Kawai Kanjirō (河井 寛次郎)(Yasugi, Shimane, 24 d'agost de 1890 - 18 de novembre de 1966) va ser un ceramista japonès i una figura clau del mingei (moviment de l'art popular japonès). També va formar part del moviment de la ceràmica d'autor al qual van pertànyer artistes com Bernard Leach, Shōji Hamada, Kenkichi Tomimoto, Shikō Munakata, Keisuke Serizawa, i Tatsuzō Shimaoka, entre d'altres.

## Biografia
Va començar a interessar-se per la ceràmica quan, de petit, va observar un camperol del veïnat que es dedicava a la ceràmica en el seu temps lliure. Kawai-san ja tenia clar a l'edat de 16 anys que volia ser ceramista. Kanjirō es va graduar a l'Escola Superior Politècnica de Tokio el 1914 i va treballar breument a Kyoto, a l'Institut de Recerca Ceràmica. Hamada Shoji, a qui havia conegut a Tòquio, va acompanyar-lo fins a Kyoto on, entre tots dos, van formular i provar al voltant d'uns 10.000 esmalts ceràmics. Desencantat amb el que sentia com un excessiu predomini dels estudis teòrics en ambdues escoles, el 1920 va construir-se el seu propi forn ceràmic, un "noborigama", que anomenà Shokeiyo. Amb aquest forn de vuit cambres, va iniciar la "Factoria Kawai" i va fer les seves primeres exposicions.
Kawai es va especialitzar en l'ús d'esmalts ceràmics fets a partir de matèries primeres ja processades, i va guanyar-se un ampli reconeixement amb poc més de vint anys. Però amb el temps, va mostrar-se insatisfet amb aquesta obra primerenca i, gràcies en gran part a una trobada casual amb Yanagi Soetsu i Hamada Shoji, va decidir "tornar a la natura", als "esmalts naturals", "a la ciència que precedeix a tota la ciència - i el retorn a la natura va ser la meva salvació". És considerat com un gran mestre dels esmalts ceràmics, especialment del vermell de coure (shinsha o yuriko - un dels seus colors més personals), dels marrons de ferro (tetsu-yu), de crom i de cobalt (gosu).
Com a ceramista va cercar la manera de combinar els mètodes moderns de producció amb les formes tradicionals japoneses i angleses. També va ser artista, cal·lígraf, escultor, escriptor i filòsof. Com a home que respectava la importància de la simplicitat va col·leccionar moltes obres d'artesans humils d'arreu d'Àsia. Admirava "la pobresa endreçada" i tenia un profund amor per la gent de la terra sense pretensions, convertint aquesta senzillesa en una part d'ell mateix. Les seves peces tenen formes asimètriques i mostren una utilització expressionista de tècniques com el tsutsugaki (decoració d'engalba aplicada amb pera), ronuki (reserves de cera) o hakeme (engalba blanca aplicada a pinzell sobre un fang més fosc).
Kanjirō va refusar tots els honors oficials que li van concedir, incloent-hi el títol de Tresor Nacional Vivent. Al igual que el seu amic de tota la vida, Hamada, Kawai mai va signar la seva obra. Va dir: "La meva obra per ella mateixa és la meva millor signatura." Les seves peces estan en exposades al Museu d'Art Popular de Tòquio i cada any, els magatzems Takashimaya exposaven la seva obra a les seves botigues de Tòquio i Osaka. El novembre de 1953, va tenir lloc una de les seves exposicions més exhaustives a la Korin Kaku de Tòquio. Més de 500 de les seves obres van ser-hi exposades.

## Llegat

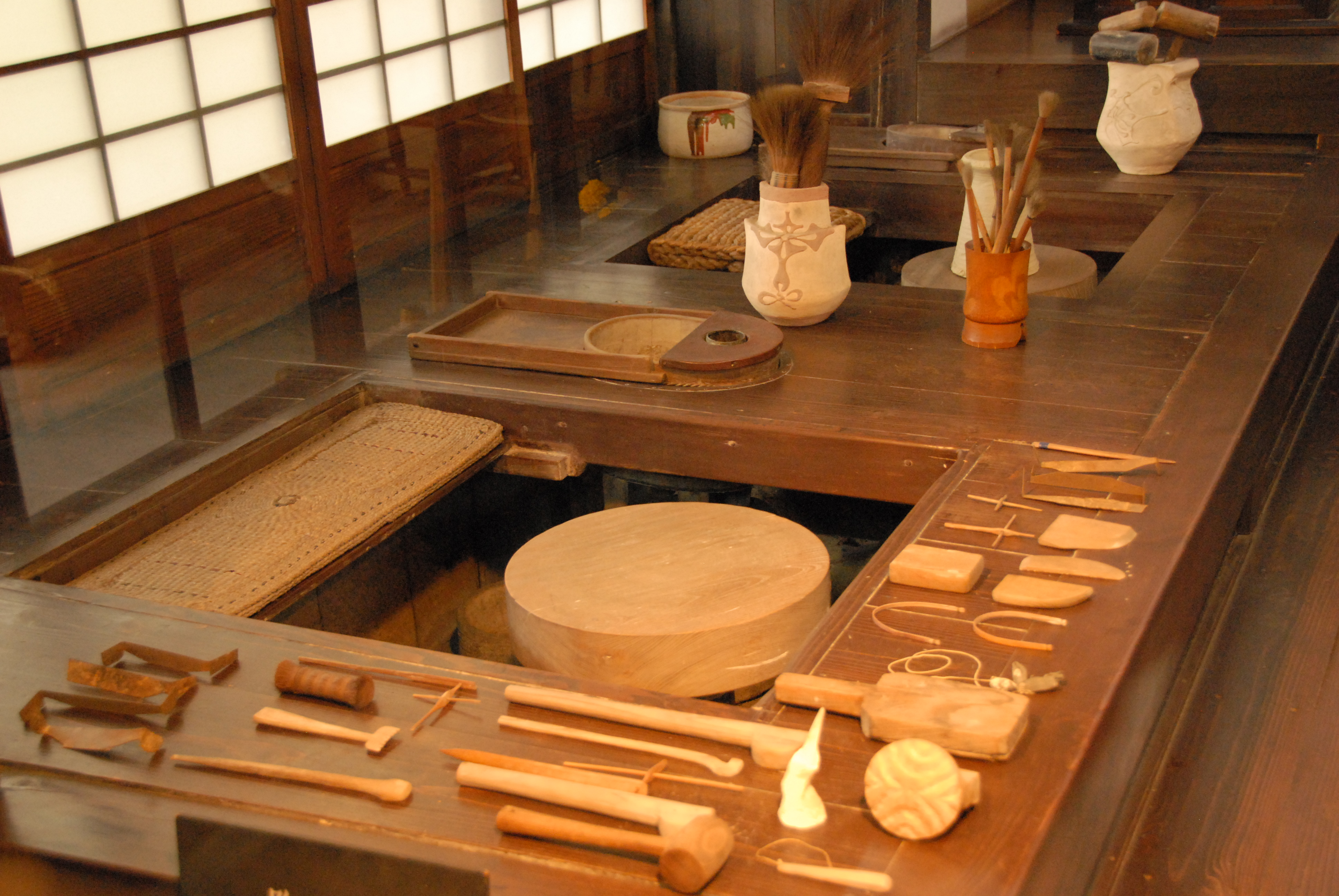
Interior de la casa de Kanjirō, taller

Kawai, al llarg de la seva vida, va ser mestre i mentor d'un nombrós grup de ceramistes japonesos i d'arreu del món.
La seva casa (restaurada el 1973) a Gojōzaka, Kyoto, és ara un museu gestionat pels seus familiars. A més de la seva ceràmica, s'hi poden veure algunes de les seves escultures i xilografies. Dins, s'hi  combinen estils de vida occidentals i orientals. S'hi poden veure mobles com el tansu i el tatami col·locats entre altres de tipus occidental. El seu taller i el seu noborigama es troben a la part posterior del museu. Les cuites solien durar unes 48 hores i es consumien més de 2.000 feixos de llenya en cadascuna. La temperatura a l'interior del forn arribava als 1.350 °C.

## Poesia
Kawai Kanjirō també va ser poeta i, com la seva ceràmica, el seu estil literari era contundent i poc convencional.
Durant la Segona Guerra Mundial, els ceramistes tenien prohibit encendre els seus forns, de manera que Kawai es va dedicar a la lectura, a l'escriptura filosòfica i a la poesia. Una nit de contemplació, va escriure: "Ara! Ara és efectivament l'eternitat ".
"Quan la teva feina t'absorbeix tant que la bellesa flueix de manera espontània, llavors la teva feina esdevé una obra d'art.", va escriure en un assaig titulat "No treballem sols". Continuava: "Tot el que és, no és. Tot és, però, alhora, res no és. Jo mateix sóc la cosa més buida de totes."
L'escriptora americana Yoshiko Uchida, va fer una estada d'un any al Japó gràcies a una beca. Va passar la major part del temps a Kyoto on va conèixer Kanjiro Kawai. El 1973 va publicar un llibre titulat "We Do Not Work Alone: The Thoughts of Kanjiro Kawai" fruit de les llargues converses que havia tingut amb ell i el seu fill Hiroshi. Inclou una selecció d'aforismes de Kawai traduïdes per la mateixa autora.